# Rufino d'Alessandria
Rufino Grosso, "De Alexa" (di Alessandria) (Alessandria, ... – ...; fl. XV secolo), è stato un pittore italiano del periodo tardo gotico attivo in Piemonte, specialmente nel cuneese, nella prima metà del XV secolo.

## Biografia
Non si hanno molte notizie riguardo alla vita di Rufino di Alessandria ma un numero relativamente vasto di documenti ci consente di ricostruire il catalogo delle sue opere.

## Opere
Rufino, figura dominante del panorama culturale monregalese nel primo quarto del Quattrocento ci è noto per alcuni documenti a Mondovì nel 1413-1414 e per il polittico firmato del municipio di Marsaglia oltre che per alcuni affreschi: la Madonna in trono col Bambino e S. Antonio Abate della facciata della parrocchiale di Mondovì Breo, la raffinata lunetta dell'ex-chiesa di S. Francesco a Ceva e il notevole ciclo dell'antica parrocchiale di S. Caterina a Villanova Mondovì (1410-1415), recentemente ricuperato.